# Косем-султанија (ћерка Ахмеда I)
Косем-султанија (тур. Kösem Sultan) је била ћерка Ахмеда I и султаније Косем.

## Живот
Косем-султанија је рођена у Истанбулу 1606. године, као прворођена ћерка султаније Косем. Именована је у част своје мајке, што је знао да буде случај.
Током 1611. године, султанија Косем, да би привукла новог Великог везира Насух-пашу на своју страну, понудила му је брак са својом најстаријом ћерком Косем. Брак је склопљен у фебруару 1612. године, али само месец дана касније, у марту 1612, Косем-султанија је умрла од грипе. У новембру 1612. године, Насух-паша је поновно ожењен млађом сестром Косем-султаније, Ајше-султанијом.